# Algemesí
Algemesí település Spanyolországban, Valencia tartományban. Algemesí Albalat de la Ribera, Alginet, Guadassuar, Polinyà de Xúquer, Sollana és Alzira községekkel határos. Lakosainak száma 27 968 fő (2024).

## Népesség
A település lakosságának változását az alábbi diagram mutatja:
| Lakosok száma | 25 059 | 26 192 | 27 272 | 28 308 | 28 358 | 27 808 | 27 511 | 27 331 | 27 305 | 27 968 |
|               | 2001   | 2004   | 2007   | 2009   | 2012   | 2014   | 2017   | 2019   | 2022   | 2024   |